# Örvendetes napunk támadt
Az Örvendetes napunk támadt húsvéti népének. A Bozóki-énekeskönyv közölte 1797-ben.
Feldolgozás:
| Szerző       | Mire      | Mű                       |
| ------------ | --------- | ------------------------ |
| Bárdos Lajos | vegyeskar | Örvendetes napunk támadt |

## Kotta és dallam
| Szent asszonyok a kősírhoz Visznek fűszert holt Krisztushoz, Szívük elfogódott, Uruk hogy ott nem volt. Alle-, alleluja! | Fájdalmuk nagy örömre vált, fényes angyal eléjök állt: Jézusról hirdeti, Hogy sír már nem fedi. Alle-, alleluja! | Urunkat ha látni vágytok Ti és a hű tanítványok, Galileában vár, Feltámadt, nincs itt már! Alle-, alleluja! | Jézust hogy ők megtalálták, Szavait is meghallották: Hívek, ne féljetek, Békesség véletek! Alle-, alleluja! |

## Felvételek
- Örvendetes napunk támadt - énekversenyre. gloria.tv (Hozzáférés: 2016. december 17.) (audió)
- Zenék. Tudásháló (Hozzáférés: 2016. december 17.) (audió) arch
- Örvendetes napunk. YouTube (2014. február 15.)  (Hozzáférés: 2016. december 17.) (audió, fényképsorozat)
- SZVU 90 Örvendetes napunk támadt. YouTube (Hozzáférés: 2016. december 17.) (audió)